# Geert Broeckaert
Geert Broeckaert (Zottegem, 15 november 1960) is een Belgisch voetbalcoach en voormalig voetballer.

## Spelerscarrière
Broeckaert speelde als middenvelder. Hij begon zijn carrière bij de jeugd van KAA Gent. In 1978 stapte hij over naar Cercle Brugge, dat toen in de Tweede Klasse speelde. Dat seizoen pakte Cercle de titel in Tweede Klasse, en promoveerde zo naar de hoogste afdeling. Ook in Eerste bleef Broeckaert een vaste waarde. Met Cercle won hij in 1985 de Beker van België. Uiteindelijk bleef Broeckaert dertien seizoenen lang een vaste waarde in de ploeg, tot hij in 1991 Cercle verliet. Om totaal had hij 336 competitiewedstrijden gespeeld voor Cercle, waarin hij 18 maal scoorde. Ook in de Beker van België speelde hij 38 matchen. In 1990 speelde Broeckaert ook zijn enige wedstrijd voor de Belgische nationale ploeg.
In 1991 stapte Broeckaert over naar Excelsior Mouscron en bleef er tot 1996 spelen.

## Trainerscarrière
Na zijn spelerscarrière bleef hij in Moeskroen aan de slag, en oefende er verschillende functies uit. Zo was hij er assistent-trainer, jeugdtrainer, en ook een tijd trainer van de eerste ploeg.
In juni 2009 volgde hij Rudi Cossey naar RAEC Mons, waar hij assistent-trainer werd. In november 2009 volgde hij Cossey tijdelijk op als hoofdtrainer, een functie die hij zou uitoefenen tot januari 2011. Vervolgens was hij achtereenvolgens assistent van Dennis van Wijk en Enzo Scifo. Na het ontslag van Scifo in september 2013 was Broeckaert 1 wedstrijd hoofdcoach ad interim, waarna hij assistent werd van de nieuwe hoofdtrainer Čedomir Janevski. In maart 2014 werd hij onverwachts ontslagen.
In september 2014 volgde Broeckaert de ontslagen Hans Mulier op als trainer van Sassport Boezinge.
In september 2017 ging Broeckaert aan de slag bij eersteprovincialer KSV Rumbeke, waar hij de ontslagen Philip Mercier opvolgde. Rumbeke was met 0 op 12 aan het seizoen begonnen: Mercier verloor de eerste drie competitiewedstrijden van het seizoen, en ook de wedstrijd tegen SVD Kortemark onder leiding van interim-trainer Kurt Delaere ging verloren. Op 22 april 2018 zakte Rumbeke ondanks een 1-0-zege tegen White Star Lauwe naar Tweede provinciale. Daar greep de club ondanks een sterke eindsprint (30 op 33) net naast de titel. In de eindronde voor promotie raakte de club voorbij KFC Heist en KSV Bredene, maar was SV Anzegem te sterk in de finale. In het seizoen 2019/20 werd Rumbeke wél kampioen, weliswaar nadat de competitie in maart 2020 vroegtijdig werd stopgezet vanwege de coronapandemie – al stond Rumbeke met nog vijf speeldagen te gaan wel twaalf punten voor op FC Sparta Heestert.
Na een blanco seizoen 2020/21 was Rumbeke in het seizoen 2021/22, waarin er drie rechtstreekse stijgers waren, tot de laatste speeldag in de running voor promotie. Rumbeke ging op de slotspeeldag evenwel met 3-1 onderuit bij Eendracht Wervik, waardoor Rumbeke via de eindronde een plekje in de Derde afdeling moest zien te bemachtigen. Daar slaagde de ploeg van Broeckaert in, waardoor Rumbeke na vijftien jaar terugkeerde naar de nationale reeksen. Die terugkeer was geen lang leven beschoren, want na één seizoen degradeerde Rumbeke weer naar Eerste provinciale. Broeckaert begon het seizoen 2023/24 nog als trainer van Rumbeke, maar in oktober 2023 stapte hij zelf op.
In november 2023 werd Broeckaert de nieuwe trainer van de Henegouwse tweedeprovincialer FC Harchies-Bernissart.